# 8000 Ісаак Ньютон
8000 Ісаак Ньютон (8000 Isaac Newton) — астероїд головного поясу, відкритий 5 вересня 1986 року.
Тіссеранів параметр щодо Юпітера — 3,205.
Названий на честь видатного англійського вченого Ісаака Ньютона.